# Longitarsus finitimus
Longitarsus finitimus là một loài bọ cánh cứng trong họ Chrysomelidae. Loài này được Konstantinov miêu tả khoa học năm 1992.